# Premio Nuevo Periodismo
O Premio Nuevo Periodismo CEMEX+FNPI  (em português, "Prêmio Novo Jornalismo CEMEX+FNPI") é um importante prêmio ibero-americano de jornalismo. O objetivo do prêmio é estimular o trabalho jornalístico de qualidade e enviar uma mensagem de melhoramento profissional.
Esta distinção é também conhecida como Prêmio CEMEX de Jornalismo, Premio Fundación Nuevo Periodismo Iberoamericano CEMEX ou, simplesmente, Premio Nuevo Periodismo.

## História
Em 21 de outubro de 2000, Gabriel García Márquez e Lorenzo H. Zambrano, como representantes da Fundación Nuevo Periodismo Iberoamericano (FNPI) e da fabricante de cimento CEMEX, respectivamente, firmaram a ata de criação do Prêmio na Cidade do México. Com ela começou o Prêmio Nuevo Periodismo CEMEX+FNPI, com os propósitos de promover e destacar a excelência na prática jornalística e distinguir as pessoas comprometidas com os valores profissionais no exercício do jornalismo. Desta maneira, as duas organizações consideraram que teriam uma ferramenta apropriada para enviar uma mensagem de melhoramento profissional à sociedade, aos profissionais e aos próprios meios informativos.